# Machelen (Brabant flamand)
Pour les articles homonymes, voir Machelen.

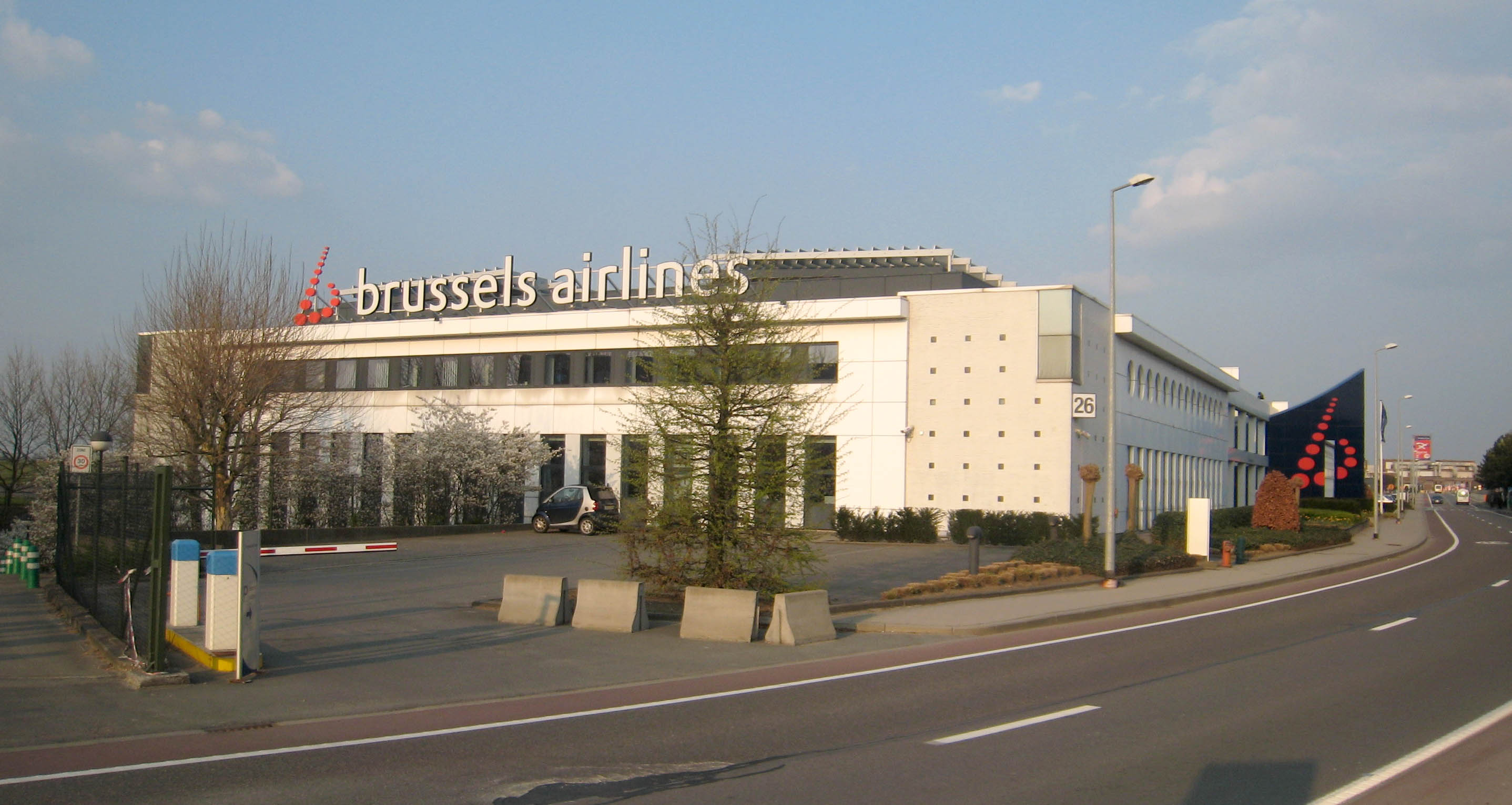
b.house, le siège de Brussels Airlines, Diegem, Machelen

Machelen, en français parfois Machelen-lez-Vilvorde, anciennement Machelen-Sainte-Gertrude, est une commune néerlandophone de Belgique située en Région flamande, dans la province du Brabant flamand.
Elle est née de la fusion des anciennes communes de Machelen et de Diegem.

## Sections de la commune
| # | Section  | Superf. (km²) | Habitants (2020) | Habitants par km² | Code INS |
| - | -------- | ------------- | ---------------- | ----------------- | -------- |
| 1 | Machelen | 5,97          | 9 606            | 1 610             | 23047A   |
| 2 | Diegem   | 5,45          | 5 992            | 1 099             | 23047B   |

### Localités
- Diegem-Lo

## Héraldique
|  | La commune possède des armoiries qui lui ont été octroyées le 11 novembre 1956 et à nouveau le 3 décembre 1984 sans le support. Dans le premier quartier ce sont les armoiries anciennes de Machelen sans support et avec un quartier libre pour Diegem. Les anciennes armoiries étaient celles de Frédéric Romberg, dernier seigneur de Machelen, élevé au rang de baron en 1784 par l'empereur Joseph II d'Autriche. Comme il était un commerçant maritime de profession, ses armoiries indiquaient un navire en pleine mer avec le drapeau autrichien. Le support des anciennes armoiries était Sainte Gertrude, la sainte patronne du village. Les armoiries de Diegem lui avaient été octroyées le 26 mai 1902. Elles étaient basées sur le sceau le plus ancien de Diegem, fabriqué en 1507 à la demande du conseil communal. Auparavant, les conseillers utilisaient leurs propres sceaux personnels. Ces armoiries sont identiques aux armoiries des Ducs de Brabant, Diegem étant historiquement une possession de ces ducs. Le domaine a été gouverné par différentes familles en tant que vassaux. Le support est Saint Cornélius, le saint patron local. Blasonnement : Coupé; 1: d'argent au tiercefeuille de gueules, au franc-canton de sable au lion d'or ; 2: d'argent au trois-mâts flottant au naturel, aux banderoles de gueules et sans voiles, arborant le drapeau de l'empire d'Autriche. - Délibération communale : 26 janvier 1982 - Arrêté royal : 8 juin 1979 - Moniteur belge : 8 juillet 1986 Source du blasonnement : Heraldy of the World. |

## Démographie

### Démographie: avant la fusion des communes
- Source : DGS recensements population.

### Démographie: commune fusionnée
En tenant compte des anciennes communes entraînées dans la fusion de communes de 1977, on peut dresser l'évolution suivante :
Les chiffres des années 1831 à 1970 tiennent compte des chiffres des anciennes communes fusionnées.
- Source : DGS, de 1831 à 1981 = recensements population ; à partir de 1990 = nombre d'habitants chaque 1er janvier.[3]

## Monuments
Son église a été ornée de sgraffites par le décorateur Art nouveau bruxellois Gabriel Van Dievoet.